# Žiga Kous
Žiga Kous, slovenski nogometaš, * 27. oktober 1992, Murska Sobota.
Kous je profesionalni nogometaš, ki igra na položaju vezista ali branilca. Od leta 2024 je član avstrijskega kluba SVH Waldbach, pred tem je igral za slovenske klube Mura 05, Domžale, Celje in Muro. Skupno je v prvi slovenski ligi odigral več kot 240 tekem. Z Muro je osvojil naslov državnega prvaka v sezoni 2020/21 in slovenski pokal leta 2020. Bil je tudi član slovenske reprezentance do 17, 19, 20 in 21 let.